# نگهبانان لوفت‌وافه در اردوگاه‌های کار اجباری

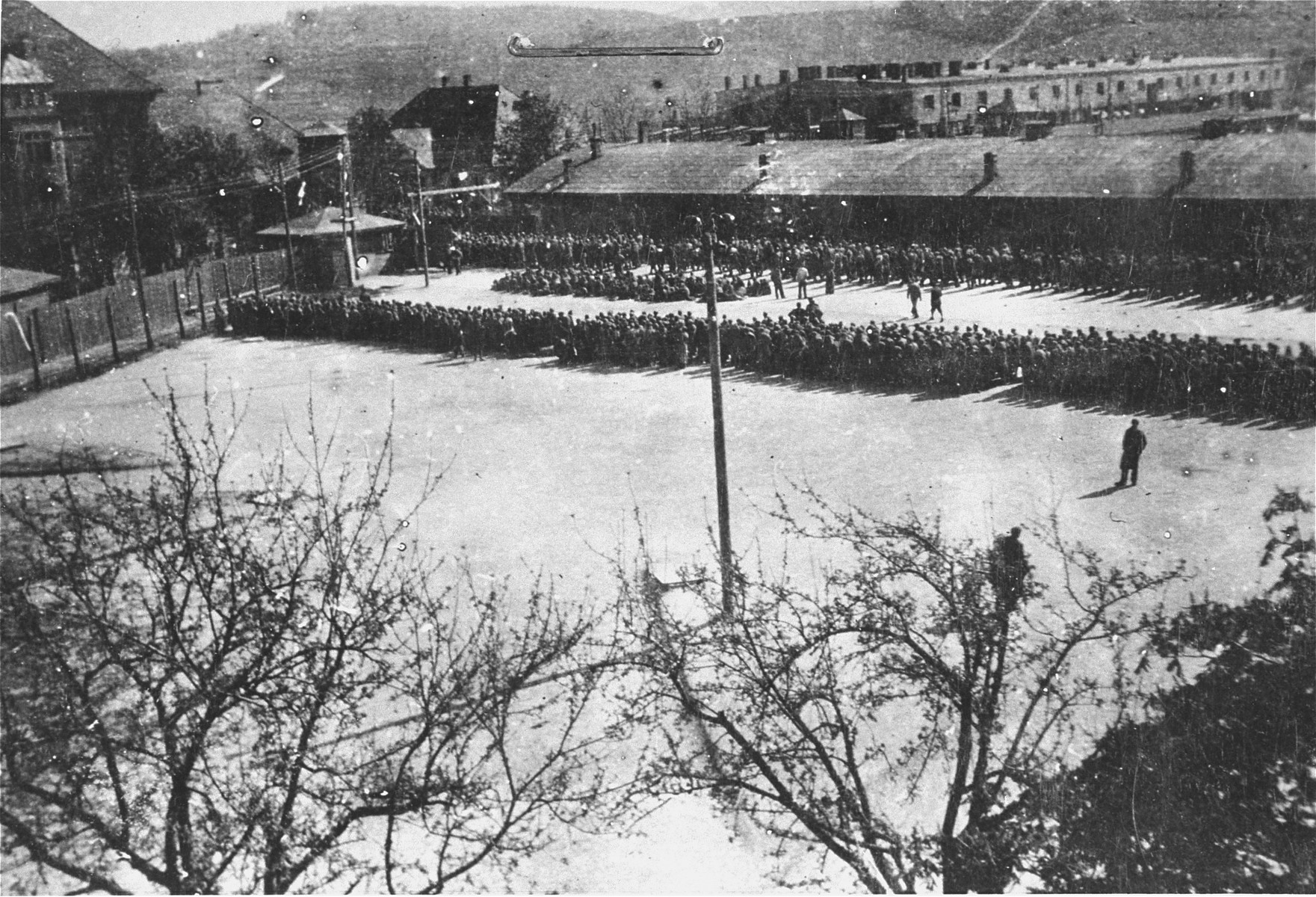
تازه‌واردان در ملک شمارش می‌شوند؛ اکثریت قریب به اتفاق نگهبانان در این اردوگاه ماوتهاوزن، سربازان لوفت‌وافه بودند.

در طول جنگ جهانی دوم، لوفت‌وافه آلمان ده‌ها اردوگاه کار اجباری را اداره می‌کرد و سربازان خود را به عنوان نگهبان در بسیاری دیگر مستقر می‌کرد. اردوگاه‌هایی که برای بهره‌برداری از کار اجباری برای تولید تسلیحات ایجاد شده بودند، اغلب توسط شاخه‌ای از ورماخت که از محصولات استفاده می‌کرد، اداره می‌شدند.
ورماخت همچنین حدود ۱۰,۰۰۰ سرباز را به دلیل کمبود نگهبان در اواسط سال ۱۹۴۴ به اردوگاه‌های کار اجباری اعزام کرد که بسیاری از آنها از لوفت‌وافه بودند.

## عملیات اردوگاه
تا پایان جنگ، ۲۷۰۰ سرباز لوفت‌وافه به عنوان نگهبان در اردوگاه بوخن‌والت و زیر اردوگاه‌های آن کار می‌کردند. اردوگاه‌های اصلی فلوسنبورگ، میتل‌باو-دورا و ناتزوایلر دارای بسیاری از نگهبانان لوفت‌وافه بودند.
در اواخر سال ۱۹۴۳، یک حیاط بازیافت لوفت‌وافه در نیمه راه بین آشویتس II-بیرکناو و آشویتس I افتتاح شد. حدود ۱۳۰۰ زندانی در هر زمان مجبور به کار در بازیافت قطعات از هواپیماهای لوفت‌وافه و متفقین که به شدت آسیب دیده بودند، بودند. این زندانیان توسط پرسنل لوفت‌وافه نظارت و توسط اس‌اس نگهبانی می‌شدند. بیشتر آن‌ها اسیران جنگی لهستانی یا شوروی بودند؛ دومی‌ها به خاطر تلاش‌های مکرر برای فرار شناخته شده بودند. به دلیل اقلام ارزشمندی که می‌توانستند هنگام جداسازی هواپیماها پیدا کنند، زندانیان اغلب سعی می‌کردند آن‌ها را به بیرکناو قاچاق کنند تا برای نیازهای ضروری مبادله کنند.
یک کارخانه برای سلاح‌های ضد هوایی در مونوویتز توسط نگهبانان لوفت‌وافه کارکنان داشت. لوفت‌وافه همچنین واحدهای فلاک برای حفاظت از کارخانه‌های مونوویتز در برابر حملات هوایی فراهم می‌کرد. تا اوایل سال ۱۹۴۴، ۱۰۰۰ نگهبان لوفت‌وافه در آشویتس بودند.

## نگرش نگهبانان به زندانیان اردوگاه
اگرچه بسیاری از پرسنل لوفت‌وافه نامه‌ها را قاچاق می‌کردند یا غذا برای زندانیان فراهم می‌کردند، فرمانده آن‌ها، یک سرگرد لوفت‌وافه، به خاطر ضرب و شتم زندانیان با لوله آلومینیومی شناخته شده بود.
زندانیان در بیرکناو اسکان داده شده و هر صبح مجبور به راهپیمایی به کارخانه Zerlegebetrieb بودند؛ آن‌ها از کار معاف می‌شدند اگر دما به زیر  ۱۵- °C می‌رسید.
نرخ مرگ و میر به دلیل شرایط سخت کاری و حوادث محل کار بالا بود.
نگهبانان لوفت‌وافه به داشتن شهرتی کمی کمتر بی‌رحم از اس‌اس معروف بودند، در چندین مورد تلاش برای بهبود شرایط زندانیان داشتند. با این حال، پرسنل لوفت‌وافه نیز اغلب زندانیان را بدرفتاری می‌کردند. به عنوان مثال، تکنسین‌های لوفت‌وافه در چندین مکان زندانیان را مجبور به خنثی کردن یا دست زدن به بمب‌های منفجر نشده می‌کردند.
گزارش شده است که سربازان لوفت‌وافه زندانیان را در طول یک راهپیمایی مرگ اعدام کرده و زندانیان را در وینر نویدورف، یک زیر اردوگاه از اردوگاه کار اجباری ماوت‌هاوزن، شکنجه و قتل کرده‌اند. برای این جنایات، لودویگ استیر، کاپیتان لوفت‌وافه که مسئول سربازان لوفت‌وافه در اردوگاه بود، توسط دادگاه نظامی ایالات متحده در سال ۱۹۴۷ به اعدام محکوم و اعدام شد.